# Software de cifrado
Software de cifrado es un  software que usa la criptografía de para impedir acceso no autorizado a información digital. La criptografía suele proteger información digital en ordenadores así como la información digital que está enviado a otros ordenadores a través del Internet.

## Clasificación
Hay muchos productos de software qué proporcionan cifrado. El cifrado de software utiliza un cifrado para ocultar el contenido en texto cifrado. Una manera para clasificar este tipo de software es por el tipo de cifrado que se utilice.Los cifrados pueden ser divididos en dos categorías: cifrados de clave publica (también conocidos como cifrados asimétricos), y cifrados de clave simétrica . El Software de cifrado puede ser basado en cualquier clave pública o en clave de cifrado simétrico.
Otra manera de clasificar el cifrado de software es  categorizar su propósito. Utilizando esta aproximación, el cifrado de software puede ser clasificado en software qué cifra"datos en transito" y software qué cifra"dato en reposo".Los datos en tránsito generalmente usan cifrados de clave pública, y los datos en reposo generalmente usan cifrados de clave simétrica. 
Los cifrados de clave simétrica pueden ser divididos a cifrado de flujo y cifrado de bloque. Los cifrados de flujo típicamente cifran texto plano un bit o byte a la vez, y es más generalmente utilizado para cifrar comunicaciones de tiempo real, como audio e información de vídeo. La clave suele establecer el estado inicial de un generador de flujo de claves, y la producción de aquel generador suele cifrar el texto sin formato.  Los algoritmos de cifrado de bloques  dividen el texto sin formato en bloques de medida fija y cifran un bloque a la vez. Por ejemplo, AES procesa bloques de 16 bytes, mientras su predecesor DES cifra bloques de ocho bytes.
También hay un caso bien conocido en el que se usa PKI para datos en tránsito de datos en reposo.

## Datos en tránsito
Los datos en tránsito son datos que está siendo enviado sobre una red de ordenador. Cuándo los datos están entre dos puntos finales, cualquier información confidencial puede ser vulnerable. La carga útil (información confidencial) puede ser cifrada para asegurar su confidencialidad, así como su integridad y validez.
A menudo, los datos en tránsito están entre dos entidades que no se conocen - como en el caso de visitar un sitio web. Como establecer una relación y compartir de forma segura una clave de cifrado para asegurar la información que será intercambiada,  ha sido desarrollado  un conjunto de funciones, políticas, y procedimientos para cumplir esto;  es conocido como la infraestructura clave pública, o PKI.  Una vez PKI ha establecido una conexión segura,  la clave simétrica puede ser compartida entre puntos finales. Una clave simétrica es preferida  sobre las claves privadas y públicas ya que un cifrado simétrico  es mucho más eficaz (usa menos ciclos deCPU ) que un cifrado asimétrico.
A continuación se muestran algunos ejemplos de software que proporciona este tipo de cifrado.
- Seguridad de IP (IPsec)
- Copia segura (SCP)
- Email seguro
- Concha segura (SSH)
- SSH Protocolo de Transferencia del archivo (SFTP)
- Comunicación de web - HTTPS

## Datos en reposo
Los datos en reposo se refieren a aquellos datos que han sido salvados en el almacenamiento persistente. Los datos en reposo generalmente se cifran por una clave de simétrica.
El cifrado puede ser aplicada en capas diferentes en la pila de almacenamiento . Por ejemplo, el cifrado de puede configurar en la capa de disco, en un subconjunto de disco llamado partición, en un volumen, el cual es una combinación  de discos o particiones, en la capa de un sistema de archivo, o dentro usuario aplicaciones espaciales como base de datos u otras aplicaciones que carrera en el sistema operativo anfitrión.
Con el cifrado de disco lleno, el disco entero está cifrado(excepto los bits necesarios para iniciar o acceder al disco cuando no utiliza una partición de inicio/preinicio no cifrada). Como los discos pueden ser divididos en múltiples particiones, el cifrado de particiones se puede usar para cifrar particiones de disco individuales. Volúmenes, creados por medio de la combinación de dos o más particiones, puede ser cifrado utilizando el cifrado de volumen. Los sistemas de archivo, también compuestos de uno o más particiones, puede ser cifrado utilizando el cifrado a nivel de sistema de archivos. 
Los directorios están referidos a tan encriptados cuándo los archivos dentro del directorio están encriptados. 
Encriptación de archivo encripta un en fila india. 
Actos de encriptación de la base de datos en el dato para ser almacenado, aceptando unencrypted información y escribiendo que información a almacenamiento persistente solo después de que  ha encriptado el dato.  Dispositivo-encriptación de nivel, un plazo un poco impreciso que incluye encriptación-paseos de cinta capaz, puede soler offload las tareas de encriptación del CPU.

## Tránsito de datos en reposo
Cuando  hay una necesidad de transmitir datos de forma segura en reposo, sin la capacidad de crear una conexión segura, usuario las herramientas espaciales han sido desarrolladas que soporte esta necesidad. 
Estas herramientas confían al auricular que publica su llave pública, y el sender siendo capaz de obtener que llave pública. 
El sender es entonces capaz de crear un symmetric llave para encriptar la información, y entonces utilizar la llave pública del auricular a securely proteger la transmisión de la información y el symmetric llave. 
Esto deja transmisión segura de información de un partido a otro.
Abajo están algunos ejemplos de software que proporciona este tipo de encriptación.
- GNU Privacy Guard (GnuPG o GPG)
- Bastante buena privacidad (PGP)

## Rendimiento
El rendimiento de software de encriptación es medido relativo a la velocidad del CPU. Por ello ciclos por byte (a veces abreviado cpb), indicando el número de ciclos de reloj un microprocesador actuará por el byte de datos procesó, es la unidad habitual de medida. Los ciclos por byte son útiles como indicador parcial de real-rendimiento mundial en cryptographic funciones.